# Efterpi Charalambidis
Efterpi Charalambidis es una directora de cine venezolana. Su primer largometraje, Libertador Morales, el Justiciero, fue la candidata oficial de Venezuela para el Óscar a la mejor película internacional en 2009.

## Carrera
Efterpi estudió un máster en artes cinematográfica en 2002 en la Universidad de Columbia en Nueva York, Estados Unidos. Su primer cortometrje, Niko's Restaurant, fue galardonado con los premios de mejor actor y mejor edición en el Festival de Cine de la Universidad de Columbia en 2001. Su segundo cortometraje, El Chancecito, fue filmado en Caracas, Venezuela, y fue galardonado con el Premio New Line Cinema para mejor director y el Premio Lifetime Television, también mejor director, entre otro. Su primer largometraje, Libertador Morales, el Justiciero, fue la candidata oficial de Venezuela para el Óscar a la mejor película internacional en 2009, siendo galardonada con el premio de audiencia y una mención especial de jurado en el Festival de Cine Latinoamericano y Caribeño de Margarita de 2009.

## Filmografía
- Niko´s Restaurant (cortometraje)
- El Chancecito (cortometraje)
- Libertador Morales, el Justiciero (2009)
- Qué buena broma, Bromelia (2018)